# Анфемий Кипрский
Архиепископ Анфемий (греч. Αρχιεπίσκοπος Ανθέμιος) — предстоятель Кипрской Православной Церкви, архиепископ Констанции и всего Кипра с 470 года. Благодаря именно его усилиям и заслугам Кипрская церковь в 478 году законодательно закрепила за собой статус автокефальной церкви.

## Биография
Вопрос о предоставлении автокефалии Кипрской Церкви был положительно решен ещё в 431 году на заключительном заседании Третьего Вселенского Собора в Эфесе. Однако формулировка этого решения была не вполне однозначной и содержала существенную долю условности: если доказано, что кипрские христиане пользовались автокефалией, то пусть пользуются ею и в будущем («…если и древнего обычая не существовало, чтобы епископ города Антиохии совершал поставления в Кипре, как письменно и словесно возвестили нам благоговейнейшие мужи, пришедшие к святому Собору; то начальствующие во святых Кипрских Церквах да имеют свободу, без каких-либо претензий к ним, и без стеснения их, согласно правилам святых отцов, и согласно древнему обычаю, сами собой совершать поставление благоговейнейших епископов»). Это решение было признано всеми христианскими иерархами того времени. Однако спустя менее полувека патриарх Антиохийский Пётр II Кнафей предпринял решительную попытку включить Кипрскую церковь в свою юрисдикцию под предлогом того, что Кипр получил христианство от Антиохии.
Бывший в то время архиепископом Кипра Анфемий в 478 году обратился к императору Византии Флавию Зенону (474—475, 476—491) с просьбой официально разрешить вопрос автокефалии Кипрской церкви. Незадолго до этого архиепископа Анфемия посетили видения апостола Варнавы, считающегося основателем Кипрской церкви. Согласно «Энкомию святому Варнаве» Александра Кипрского (VI век), святой апостол трижды являлся Анфемию во сне и указал, где нужно искать его захоронение. Вняв указаниям апостола, Анфемий обнаружил в 5 стадиях от города Констанции, в месте под названием Игиас («Место здравия») в пещере под рожковым деревом гробницу святого апостола Варнавы. На груди апостола лежало Евангелие от Матфея, переписанное рукой самого Варнавы и, по преданию, положенное в могилу самим евангелистом Марком.
Обретение мощей апостола Варнавы и находка евангелия стали важными аргументами в споре с Патриархом Антиохии и послужили веским доказательством обоснованности автокефалии Кипрской Церкви как основанной самим апостолом Варнавой. Прибывший ко двору императора в Константинополь архиепископ Анфемий изложил Флавию Зенону обстоятельства обретения мощей апостола и преподнёс императору найденное вместе с мощами Евангелие, а также часть мощей. Доводы Анфемия по вопросу необходимости автокефалии Кипрской Церкви были благосклонно восприняты императором, который приказал созвать в Константинополе Синод под председательством патриарха Акакия.
Собравшийся Синод подтвердил решение Третьего Вселенского Собора об автокефалии Кипрской Церкви. Решение Константинопольского Синода было утверждено императором, который даровал архиепископу Анфемию и всем последующим архиепископам Кипра три важнейшие привилегии предстоятеля автокефальной церкви: подписывать официальные документы киноварью, носить пурпурую мантию и императорский скипетр (вместо архиерейского посоха).
После возвращения на Кипр архиепископ Анфемий около 488 года на средства императора Флавия Зенона основал на месте обретения мощей монастырь апостола Варнавы и возвёл большой храм в форме трёхнефной базилики, ставший одним из важнейших пунктов христианского паломничества на Кипре.